# جيمس إس. بيرغر
جيمس إس. بيرغر (بالإنجليزية: James S. Berger)‏ هو سياسي أمريكي، ولد في 3 يناير 1903 في مقاطعة وارين في الولايات المتحدة، وتوفي في 1 أبريل 1984. حزبياً، نشط في الحزب الجمهوري. وقد انتخب عضو مجلس ولاية بنسيلفانيا.